# Lad det ske
"Lad det ske" (engelsk: Let It Go) er en sang fra Disney's animationfilm fra 2013, Frost. Sangen er skrevet og komponeret af Kristen Anderson-Lopez og Robert Lopez. Den amerikanske skuespiller Idina Menzel synger sangen i den originale udgave af filmen, mens Maria Lucia Rosenberg synger den danske version. Den danske tekst er skrevet af Trine Dansgaard. Den originale singelversion er sunget og indspillet af den amerikanske skuespiller og sangerinde, Demi Lovato.
Sangen bliver i filmen sunget af dronning Elsa, der forlader sit kongerige efter at hendes magiske evne til at skabe og kontrollere is bliver kendt i offentligheden. Hun gemmer sig i bjergtoppene, og Elsa erklærer sig fri fra de forhindringer, som hun er blevet mødt med siden barndommen. Hun glæder sig desuden over at kunne bruge evnerne uden frygt eller angst.
Ser man bort fra Lovatos version, er sangen blevet oversat til i alt 43 forskellige sprog, herunder alle de nordiske sprog. Den har været nomineret til kendte priser som Golden Globe og Oscar.

## Brug iFrost

### Komposition
Lad det ske var den første sang som tekstforfatterne Kristen Anderson-Lopez og Robert Lopez skrev til filmen. Duoen var inspireret af tidligere Disney-film, såsom Den lille Havfrue og Skønheden og udyret, samt en række sangerinder, som f.eks. Adele, Aimee Mann, Lady Gaga, Avril Lavigne og Carole King. De udvalgte disse sangerinder, fordi de sang om håndteringen af ting, der holdt dem tilbage; noget som hovedpersonen Elsa også gennemgår i filmen. Ved en tilfældighed blev sangens sammensætning en del af hendes karakteristik. Hun var oprindeligt blev skrevet som skurk, men instruktørassistenterne Chris Buck og Jennifer Lee omskrev Elsa til at være en af filmens hovedpersoner.